# 1793 en science
| Années de la science : 1790 - 1791 - 1792 - 1793 - 1794 - 1795 - 1796    |
| Décennies de la science : 1760 - 1770 - 1780 - 1790 - 1800 - 1810 - 1820 |

Cet article présente les faits marquants de l'année 1793 en science.

## Évènements
- 9 janvier : le Français Jean-Pierre Blanchard vole en ballon à gaz hydrogène entre Philadelphie et Woodbury (New Jersey). Il réalise ainsi le premier voyage aérien aux États-Unis[1].
- 15 mai : l'inventeur espagnol Diego Marín Aguilera (en), un berger de Coruña del Conde, fait voler un planeur sur environ 350 m[2].

- 29 mai : en France, le rapport à l'Académie des sciences sur le système général des poids et mesures, réalisé par Jean-Charles de Borda, Joseph-Louis Lagrange et Gaspard Monge, est transmis au Comité d'instruction publique[3].
- 10 juin : décret Lakanal. Le Muséum d'histoire naturelle succède au Jardin du roi. Le naturaliste Louis Jean-Marie Daubenton en prend la direction le 3 juillet. Lamarck obtient la chaire d’enseignement des « insectes, vers et animaux microscopiques »[4].

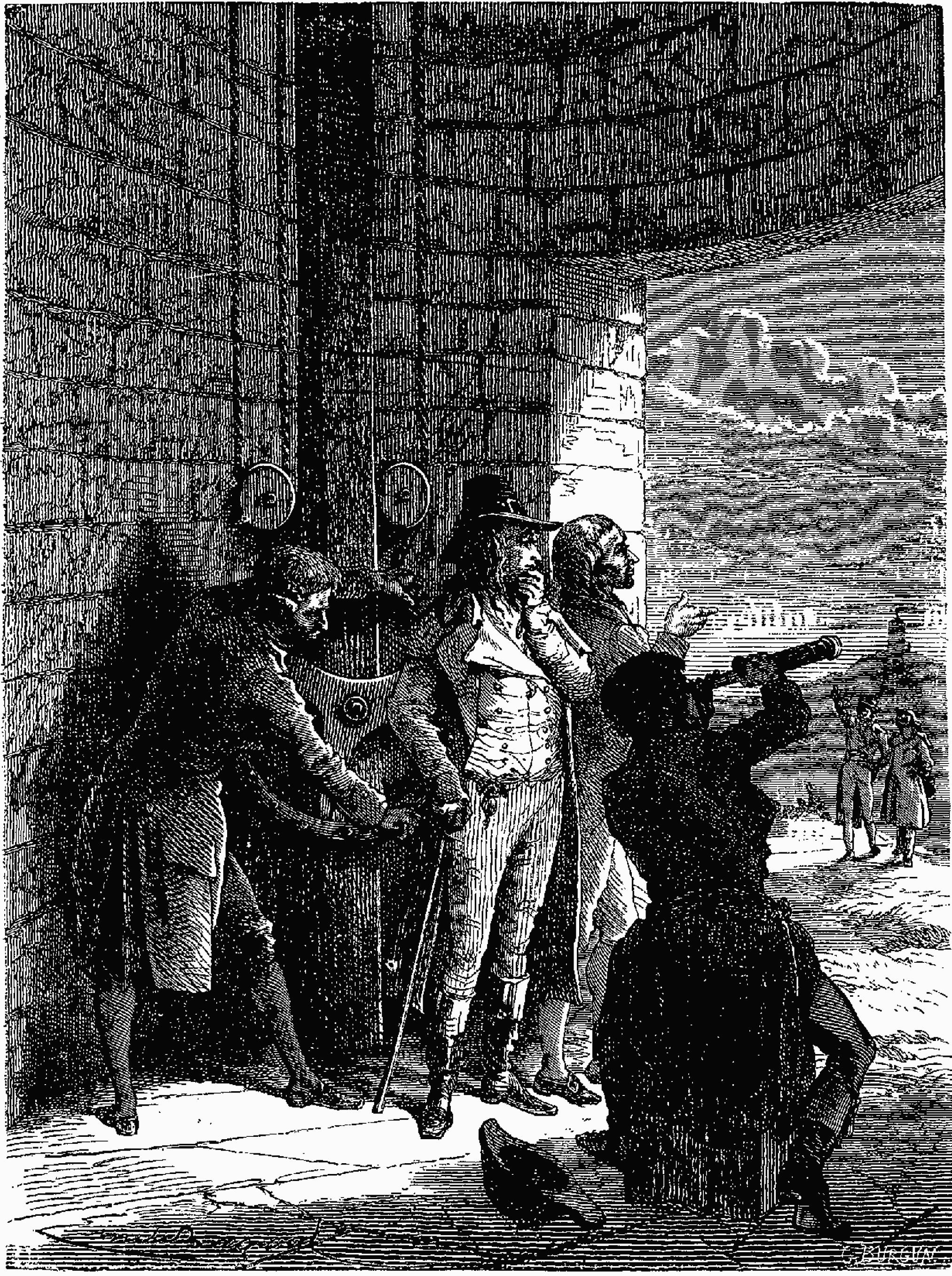
Expérience du télégraphe Chappe devant les commissaires de la Convention.

- 12 juillet : Claude Chappe installe avec succès son télégraphe optique à signaux au sommet de la colline de Ménilmontant et de celle de Saint-Martin du Tertre, distantes de 35 km[5].
- 22 juillet : Alexander Mackenzie et ses compagnons, dont six voyageurs de fourrure, atteignent le Pacifique à Bella Coola, complétant la première traversée transcontinentale du Canada[6].

- 1er août : en France, la Convention adopte le système métrique décimal provisoire, 443,44 lignes de la "toise du Pérou". Il remplace les unités de mesure de l'Ancien Régime[7].

- 8 août : en France, dissolution par la Convention nationale de l'Académie des sciences[8].
- Août-novembre : épidémie de fièvre jaune à Philadelphie (en), aux États-Unis, entraînant près de 5 000 décès, soit environ 10 % de la population de la ville[9].
- 5 septembre : éclipse du Soleil, totale au Danemark, en Pologne et en Ukraine[10].

- 28 octobre : Eli Whitney dépose une demande de brevet aux États-Unis pour le cotton gin, une égreneuse de coton, accordée le 14 mars 1794[11].

- 4 novembre : le chimiste écossais Thomas Charles Hope présente à la Royal Society of Edinburgh dans An account of a Mineral from Strontian and of a Peculiar Species of Earth sa découverte d'un nouveau métal alcalino-terreux qu'il nomme strontite, plus tard isolé sous forme de strontium[12].
- 24 novembre : en France, la Convention adopte le calendrier républicain, conçu par Gilbert Romme et proposé par Fabre d'Églantine, qui remplace le calendrier grégorien ; le 22 septembre 1792 est défini comme le premier jour de l'« ère des Français »[13].

## Publications
- 22 juin et 6 juillet : Nicolas de Condorcet, Tableau général de la science qui a pour objet l’application du calcul aux sciences politiques et morales (présentation en ligne), publiés dans les numéros quatre et six du Journal d'instruction sociale.

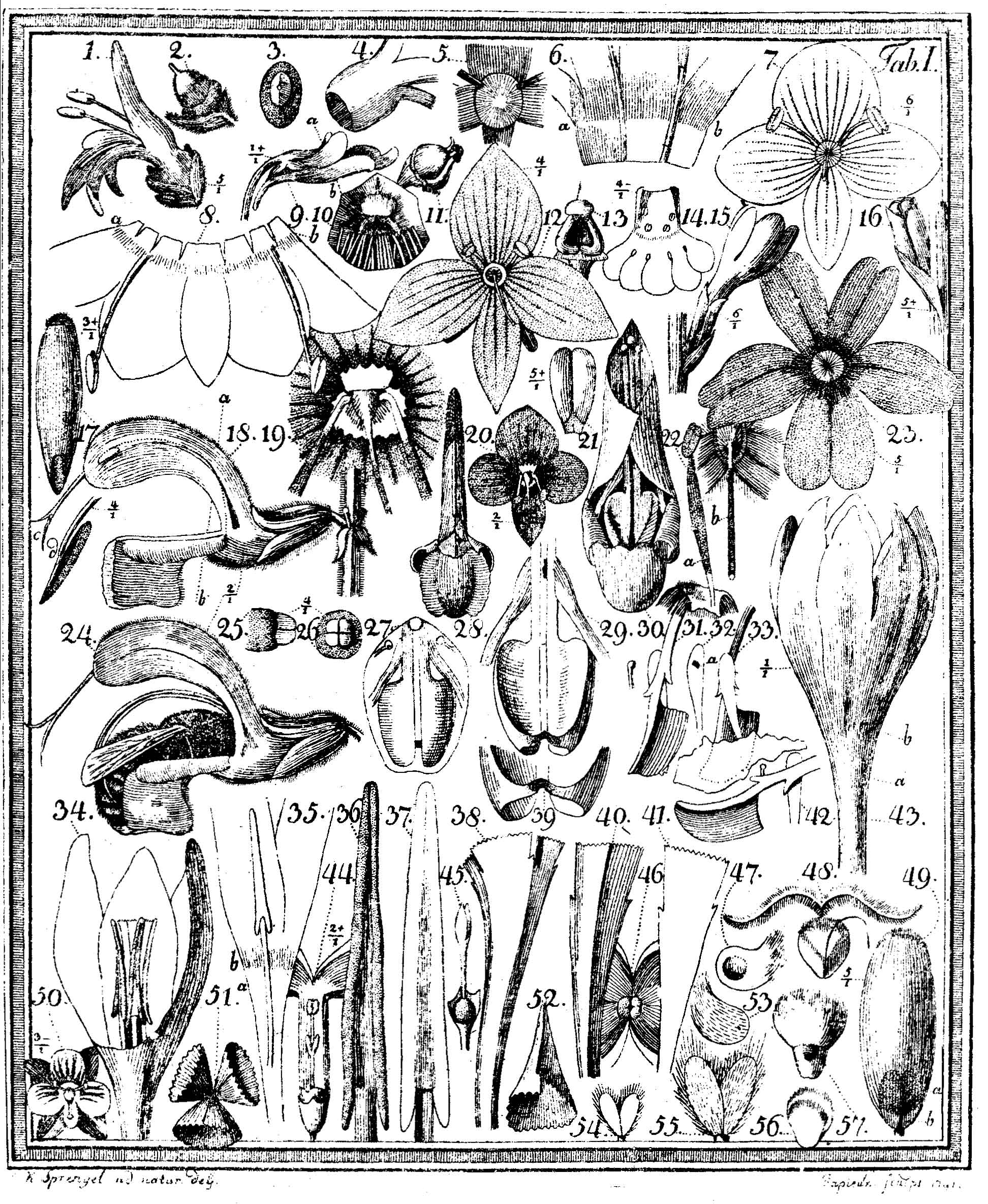
Illustration tirée de Das entdeckte Geheimnis der Natur im Bau und der Befruchtung der Blumen

- Matthew Baillie : The Morbid Anatomy of Some of the Most Important Parts of the Human Body, (Anatomie pathologique des organes les plus importants du corps humain), Londres.
- John Bell : Anatomy of the Human Body (Anatomie du corps humain), volume 1 : The Anatomy of the Bones, Muscles & Joints (Anatomie des os, des muscles et des articulations).
- Henry Englefield (en) : On the determination of the orbits of comets : According to the methods of Father Boscovich and Mr de la Place.
- Thomas Martyn, naturaliste britannique :
  - Aranei, or A natural history of spiders ;
  - The language of botany : being a dictionary of the terms made use of in that science, principally by Linneus : with familiar explanations, and an attempt to establish significant English terms. The whole interspersed with critical remarks.
- Christian Konrad Sprengel : Das entdeckte Geheimnis der Natur im Bau und in der Befruchtung der Blumen (en) (Découverte du secret de la nature dans la forme et la fertilisation des fleurs), Berlin, travail pionnier sur la pollinisation. Le botaniste allemand identifie le rôle pollinisateur des fleurs cadavres. En l'état actuel des connaissances, il s'agit de la première mention dans une publication de mimétisme floral (en) chez les plantes[14].

## Naissances

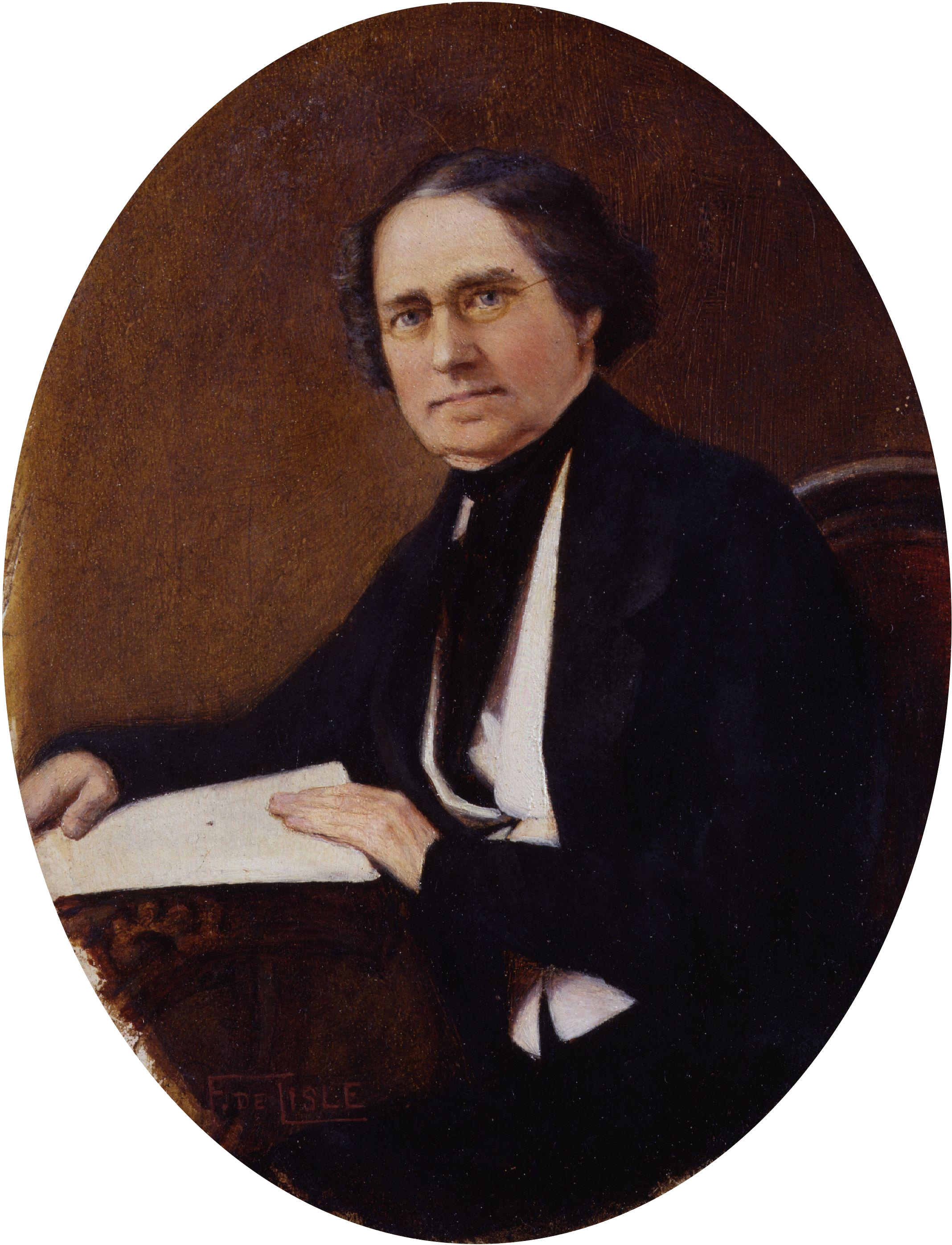
Dionysius Lardner

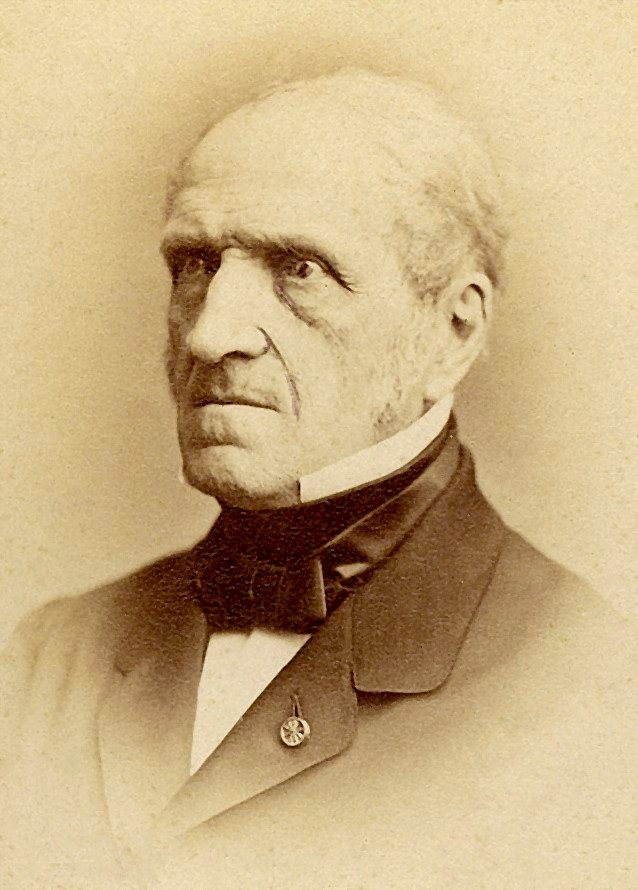
Michel Chasles

- 14 janvier : Théodore Olivier (mort en 1853), mathématicien français.

- 2 février : William Hopkins (mort en 1866), mathématicien et géologue britannique.

- 7 mars :
  - Matthieu Bonafous (mort en 1852), agronome français.
  - Pierre Rayer (mort en 1867), médecin et dermatologue français.
- 28 mars : Henry Rowe Schoolcraft (mort en 1864), géographe, géologue et ethnologue américain.

- 2 avril : Thomas Addison (mort 1860), physicien et scientifique anglais.
- 3 avril : Dionysius Lardner (mort en 1859), physicien irlandais.
- 8 avril : Karl Ludwig Hencke (mort en 1866), astronome amateur allemand.
- 15 avril : Friedrich Georg Wilhelm von Struve (mort en 1864), astronome germano-balte.

- 1er mai : Ernst Friedrich Glocker (mort en 1858), minéralogiste, géologue et paléontologue allemand.
- 24 mai : Edward Hitchcock (mort en 1864), géologue et paléontologue américain.

- 2 juin : Alexander Collie (mort en 1835), chirurgien britannique.

- 14 juillet : George Green (mort en 1841), physicien britannique.
- 19 juillet : Jean-Alfred Gautier (mort en 1881), astronome suisse.
- 29 juillet : Ján Kollár (mort en 1852), écrivain, archéologue, scientifique et homme politique slovaque.

- 19 août : Elisha Mitchell (mort en 1857), géologue américain.

- 31 octobre : James Dunlop (mort en 1848), astronome australien.

- 11 novembre : Robert Edmond Grant (mort en 1874), zoologiste britannique.
- 15 novembre : Michel Chasles (mort en 1880), mathématicien français.
- 30 novembre : Johann Lukas Schönlein (mort en 1864), médecin allemand.

## Décès

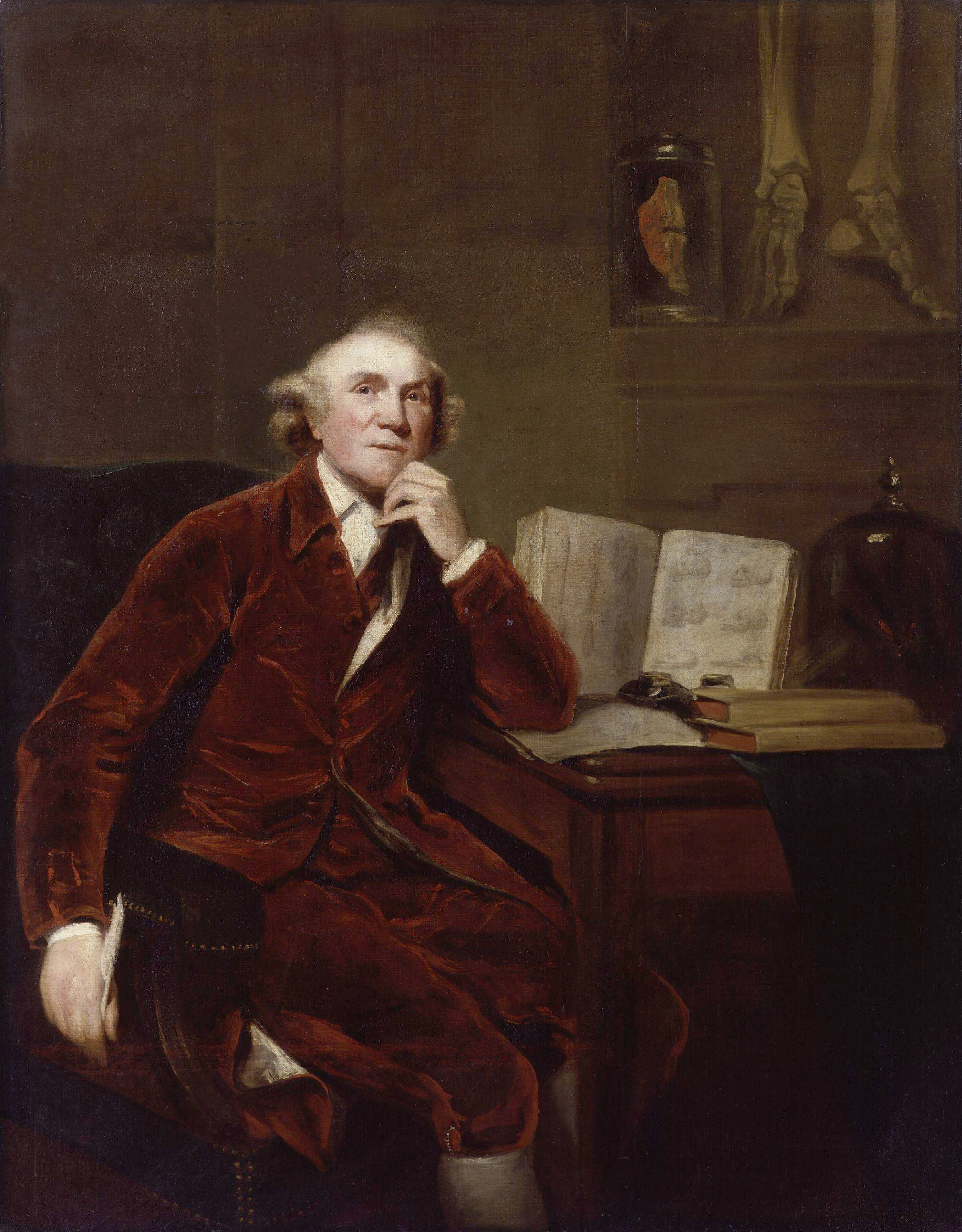
John Hunter

- 26 février : Carl Friedrich Wenzel (né en 1740), chimiste allemand.

- 21 avril : John Michell (né en 1724), physicien, astronome et géologue britannique.

- 20 mai : Charles Bonnet (né en 1720), naturaliste genevois.
- 23 mai : William Hudson (né en 1734), botaniste anglais.
- 28 mai : Anton Friedrich Busching (né en 1724), géographe allemand.

- 13 juin : Jean-Baptiste Marie Charles Meusnier de La Place (né en 1754), général de la Révolution, géomètre et ingénieur français.
- 26 juin : Gilbert White (né en 1720), naturaliste anglais.

- 28-29 août : François Rozier (né en 1734), botaniste et agronome français.

- 11 septembre : Nicolaas Laurens Burman (né en 1734), botaniste néerlandais.
- 29 septembre : Pierre Bulliard (né en 1752), botaniste français.
- Septembre : Marc Antoine Louis Claret de La Tourrette (né en 1729), botaniste français.

- 9 octobre : Joseph-Marie Amiot (né en 1718), prêtre jésuite, astronome et historien français, missionnaire en Chine.
- 16 octobre : John Hunter (né en 1728), chirurgien, pathologiste et anatomiste écossais.
- 18 octobre : John Wilson (né en 1741), mathématicien britannique.

- 12 novembre : Jean Sylvain Bailly (né en 1736), mathématicien, astronome, et homme politique français.

- 29 décembre : Philippe-Frédéric de Dietrich (né en 1748), savant et homme politique alsacien.